# Greta Gullström
Margaretha "Greta" Gullström, född 20 maj 1879 i Karlstad, död 10 maj 1980 i Strömstad, var en svensk föreningsmänniska. Hon ledde under flera år Landsföreningen för kvinnans politiska rösträtt i Karlstad, och var aktiv i den landsomfattande namninsamlingen för kvinnlig rösträtt. I Karlstad var hon även med och grundade Kvinnornas Uppbåd. 
I Stockholm var hon drivande i Fredrika Bremer-förbundet, och i omgångar ordförande i Föreningen Årsta u p a. Inför andrakammarvalet i Sverige 1921 var hon den enda värmländska liberala kvinnan som inte verkade för ett förbud inför folkomröstningen om rusdrycksförbud i Sverige 1922.

## Biografi
Gullström föddes i Karlstad. Hon var dotter till apotekaren Viktor Undén och hans hustru Beate. Viktor Undén var värmlänning, medan modern Beate Undén kom från Skåne. Hennes far var apotekaren Lorentz Kaijser, som drev Apoteket Örnen vid Stora torget i Karlstad. Viktor Undén, Greta Gullströms far, gick i lära hos apotekaren Kaijser, och tog senare även över Apoteket Örnen. Greta Gullströms bröder var Östen Undén, tidigare utrikesminister och professor och Torsten Undén.
Hon var tidigt engagerad i civilsamhället, och grundade 1907 en skollovskoloni utanför Karlstad. Under första såväl som andra världskriget engagerade hon sig i att placera ut krigsbarn på gods i Värmland. Inför första världskriget var hon även med och grundade Kvinnornas Uppbåd i Karlstad, tillsammans med representanter från KFUK, moderata kvinnoförbundet, socialdemokratiska kvinnoförbundet och Vita bandet.
Hon var dessutom engagerad i rörelsen för kvinnlig rösträtt, bland annat genom att i flera år ha lett Landsföreningen för kvinnans politiska rösträtts lokalavdelning i Karlstad. Hon red runt i Värmland för att samla namnlistor till förmån för kvinnlig rösträtt, och krävde med bestämdhet att få tala såväl med gårdsfruar som med tjänstefolk. 1921 flyttade hon till Stockholm med sin make, apotekaren och medicinalrådet Stellan Gullström, och deras tre barn. I Stockholm var hon i omgångar vice ordförande respektive ordförande för Föreningen Årsta u p a. Hon var även verksam i Fredrika Bremer-förbundet, och i synnerhet i det Årsta damhotell som de drev vid Norrmalmstorg. Familjen flyttade senare från Stockholm till Strömstad.
I andrakammarvalet i Sverige 1921 var hon den enda värmländska kvinnan som kandiderade på de frisinnades lista, som inte var för ett förbud inför folkomröstningen om rusdrycksförbud i Sverige 1922.